# Arnold Marlé
Arnold Marlé (15 de septiembre de 1887 – 21 de febrero de 1970) fue un actor y director alemán.

## Biografía
Nacido en Berlín, Alemania, aunque algunas fuentes mencionan a Praga, República Checa, como su ciudad natal, fue también conocido por el nombre de John Marlé. Marlé debutó como actor teatral a los 20 años de edad en Fráncfort del Óder, y a partir de 1910 actuó en locales de Múnich como el Volkstheater y el Teatro de Cámara bajo la dirección de Otto Falckenberg.
Mientras actuaba en Múnich, debutó en 1919 en el cine mudo, medio en el que continuó trabajando hasta 1924, año en el que decidió centrarse de nuevo en el teatro. En los últimos años de la República de Weimar, y hasta su última temporada en Alemania (1932/33), trabajó como actor, narrador y director en el Deutsches Schauspielhaus de Hamburgo, colaborando con directores como Erich Ziegel y Karl Wüstenhagen. Uno de sus papeles de la época más reconocido fue el titular de Jud Süß.
Arnold Marlé hubo de emigrar en 1933 por motivos políticos. Escapó a una detención inminente huyendo a Praga, pero tras la invasión del país en 1939 hubo de trasladarse a Londres, a donde llegó en julio de 1939 con su esposa Lily, sobrina de Sigmund Freud. Durante la Segunda Guerra Mundial, Marlé fue locutor en las emisiones en alemán de la British Broadcasting Corporation y, a partir de 1941, volvió a actuar en el cine. A menudo con papeles de médicos o científicos extranjeros, actuó hasta 1963 en diferentes producciones cinematográficas y televisivas, aunque volvió también al teatro, representando en Londres en 1959 The Tenth Man, entre otras obras.
Marlé también se ocupó en los años de entreguerras como profesor de interpretación, actividad que llevó a cabo en Múnich (con Carl-Heinz Schroth entre sus alumnos) y Hamburgo (Peter Lühr, entre otros).
Arnold Marlé falleció en Londres, Inglaterra, en 1970.

## Filmografía (selección)
- 1919 : Das Fräulein von Scuderi
- 1920 : George Bully
- 1920 : Der Sprung ins Dunkle
- 1920 : Die Trommeln Asiens
- 1921 : Die Maske des Indianers
- 1921 : Der Schatten der Gaby Leed
- 1921 : Die Nacht der Einbrecher
- 1922 : Man soll es nicht für möglich halten oder Maciste und die Javanerin
- 1924 : Die malayische Dschonke
- 1934 : Dood Water
- 1942 : Perdido un avión
- 1942 : Thunder Rock
- 1944 : Mr. Emmanuel
- 1946 : Men of Two Worlds
- 1947 : White Cradle Inn
- 1948 : Portrait From Life
- 1948 : La montaña de cristal
- 1951 : The Golden Door (telefilm)
- 1952 : The Floating Dutchman
- 1954 : Little Red Monkey
- 1955 : Break in the Circle
- 1955 : Cross Channel
- 1955 : They Can't Hang Me
- 1956 : Zarak
- 1957 : The Abominable Snowman
- 1957 : The Naked Truth
- 1957 : Davy
- 1958 : Operation Amsterdam
- 1959 : The Man Who Could Cheat Death
- 1961 : The Snake Woman
- 1962 : The Password is Courage